# بركات (فلم 2020)
بركات (بالإنجليزية: Barakat)، هُو فيلم دراما جنوب أفريقي صدر سنة 2021، وهُو من إخراج آيمي جيفتا وإنتاج إيفرايم غوردون. الفيلم من بطولة كُل من فينيت إبراهيم وجوي راسدين ومورتيمر ويليامز وQuanita Adams.

## وصلات خارجية
- مقالات تستعمل روابط فنية بلا صلة مع ويكي بيانات